# Lifalilis Buntbarsch
Lifalilis Buntbarsch  (Rubricatochromis lifalili (Synonym: Hemichromis lifalili)), auch Juwelenbuntbarsch genannt, ist eine Art der Gattung Rubricatochromis, die zu den Buntbarschen gehört. Die bei Aquarianern beliebten Fische werden knapp zwölf Zentimeter lang.
Vorwiegend ernährt er sich von Würmern, Krebstieren, Insekten, kleinen Fischen aber auch Pflanzenteilen.

## Verbreitung

Lifalilis Buntbarsch Paar beim Ablaichen

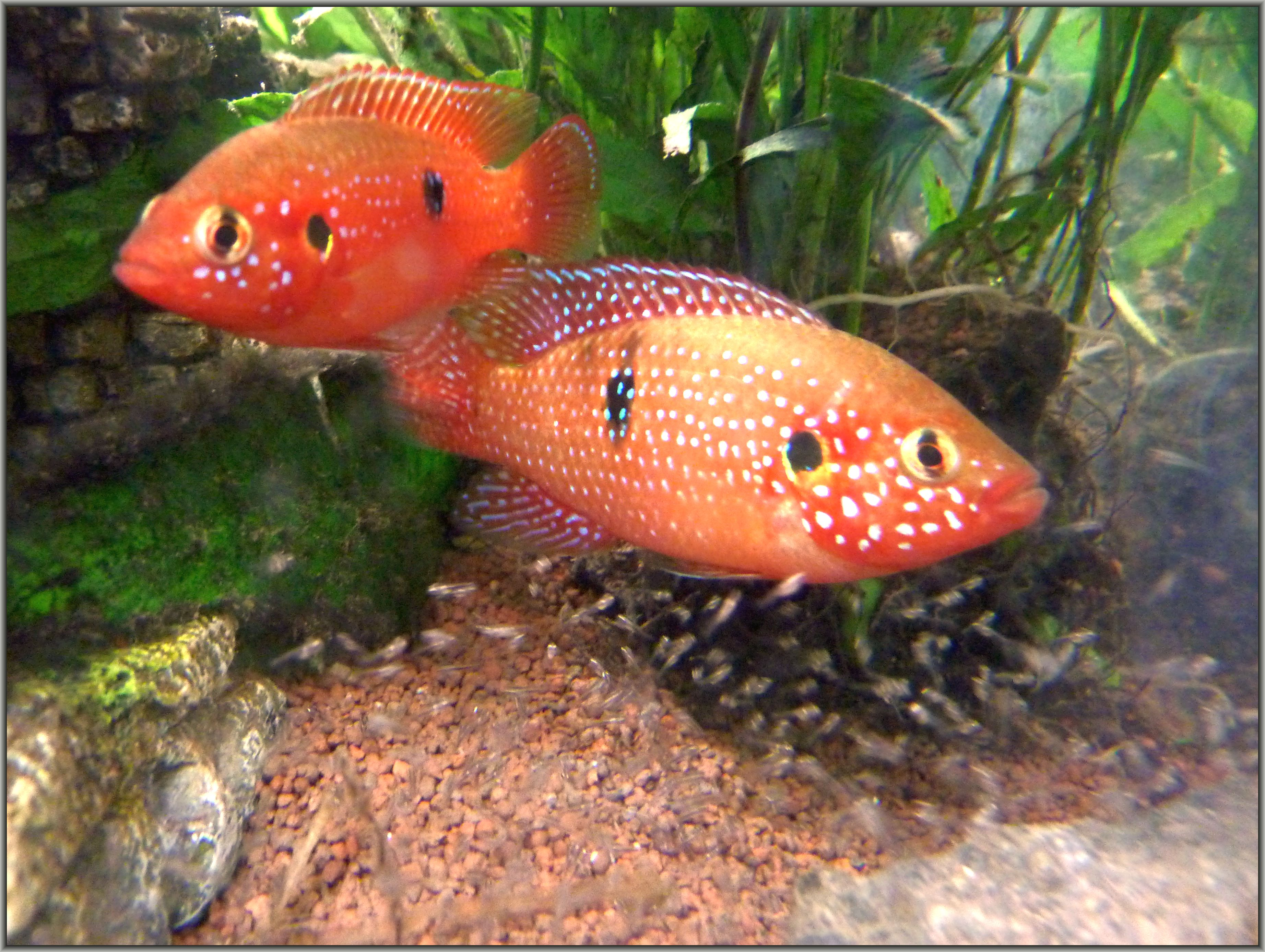
Lifalilis Buntbarsch Paar mit Jungen

Sein Hauptverbreitungsgebiet sind felsige, zwischen 20 und 26 °C warme Fließgewässer im mittleren Afrika im Zaire-Tiefland (Kongo, Ruki, Tumbasee, Lake Yandja) und in Zentralafrika (Oberlauf des Ubangi). In sauerstoffarmen Gewässern fehlt die Art.

## Geschlechtsunterschiede und Verhalten
Außerhalb der Laichzeit sind erwachsene männliche und weibliche Tiere vor allem an ihrer Körperform zu unterscheiden. Die Weibchen sind im Ganzen sehr viel schlanker und zeigen ein helleres Rot. Die männlichen Tiere sind deutlich kräftiger und haben einen massigeren Kopf als die Weibchen. Die Paarbildung gestaltet sich schwierig, ist sie gelungen, bleiben Männchen und Weibchen aber oft jahrelang zusammen. Während der Laichzeit sind die Substratlaicher aggressiv und verteidigen ihr Revier und die Brut gegen jeden Eindringling. Zum Ablaichen wird eine flache Stelle (Stein, Pflanze etc.) genutzt, wo bis zu 500 Eier platziert werden. Die nach drei Tagen schlüpfenden Larven werden von den Elterntieren in vorher gegrabene Kuhlen umgebettet und noch circa zwei Wochen bewacht.

## Systematik
Bis in die 1970er Jahre wurden alle „Roten Cichliden“ der Art Hemichromis bimaculatus zugeordnet. Danach wurden die unterschiedlichsten Namen benutzt, zumeist ohne die inzwischen gewonnenen Erkenntnisse zur Gattung zu berücksichtigen. Der gesamte Komplex besteht aus heutiger Sicht aus mehr als 10 Arten, die der Laie kaum unterscheiden kann. Im November 2022 wurde für die „Roten Cichliden“ mit Rubricatochromis eine eigenständige Gattungsbezeichnung eingeführt.

## Aquaristik
Für alle roten Cichliden gilt mehr oder weniger: Die Vergesellschaftung mit kleineren, oder freistehende Flossen besitzenden Fischen ist schwer möglich, da diese zumeist angegriffen oder sogar gefressen werden. In Aquarien, die nicht genug Platz für zwei Reviere bieten, führt das Halten von mehr als einem Pärchen zu Kämpfen. Als Mindestfassungsvermögen für ein Paar wird oft ein 200-Liter-Aquarium genannt.